# Antofagasta Sokol
Antofagasta Sokol es un club deportivo chileno con sede en la ciudad de Antofagasta. Fundado el 1 de diciembre de 1927 por un grupo de inmigrantes croatas y sus descendientes, tiene como actividad principal la práctica del básquetbol.
Tras aceptar integrarse a la División Mayor del Básquetbol de Chile para la temporada 2011-12, la institución cambió su nombre de Club Social y Deportivo Croata Sokol a Antofagasta Sokol.

## Trayectoria
Nota: G: Partidos ganados; P: Partidos perdidos; Pts: Puntos
| Temporada | G  | P  | Pts | Play-offs       | Resultado           |
| --------- | -- | -- | --- | --------------- | ------------------- |
| Dimayor   |    |    |     |                 |                     |
| 2011-12   | 10 | 18 | 38  | Pierde 1ª Ronda | Español 3 - Sokol 2 |
| Totales   | 10 | 18 | 38  |                 |                     |
| Playoffs  | 2  | 3  | 7   | 0 Campeonatos   | 0 Campeonatos       |

## Palmarés

### Torneos amistosos
- Torneo Internacional de San Felipe (2): 1988, 1989
- Copa Ciudad de Antofagasta (1): 2002

### Torneos juveniles
- Campioni del Domani (1): 1984
- Campeonato Nacional de Cadetes (1): 1986